# Study of a River
Study of a River is een Amerikaanse korte documentaire uit 1996 onder de regie van Peter Hutton. De film volgt twee jaar lang de rivier de Hudson en wat er in zijn omgeving gebeurt. In 2010 werd de film opgenomen in het National Film Registry.